# Primera División de Venezuela 1983
La temporada 1983 de Primera División fue la vigésima séptima edición de la máxima categoría del fútbol profesional venezolano.

## Equipos participantes
| Club                     | Estado           |
| ------------------------ | ---------------- |
| Atlético San Cristóbal   | Táchira          |
| Atlético Zamora          | Barinas          |
| Deportivo Italia         | Distrito Federal |
| Deportivo Lara           | Lara             |
| Deportivo Táchira        | Táchira          |
| Estudiantes de Mérida    | Mérida           |
| Mineros de Guayana       | Bolívar          |
| Petroleros del Zulia     | Zulia            |
| Portuguesa F.C.          | Portuguesa       |
| Universidad de Los Andes | Mérida           |

## Historia
El torneo fue casi completamente jugado por equipos locales, desapareciendo del futbol profesional venezolano los históricos equipos de los españoles (el Deportivo Galicia) y de los portugueses (el Deportivo Portugués). Solamente el equipo de los italianos quedó en representación de los equipos de las colonias: el Deportivo Italia, que llegó de tercero.  
Debido a la realización de los Juegos Panamericanos en Caracas, la temporada fue de sólo 18 partidos. ULA Mérida fue el mejor con 25 puntos, mientras que el Portuguesa FC fue segundo. Debutó Mineros de Guayana. 
El Torneo fue simple de único grupo de diez (10) equipos con dos (2) rondas, al final el campeón se decidió por puntos en una tabla única. Este torneo fue el primero de los dos Campeonatos de Primera División conquistados por Universidad de los Andes FC en su Palmarés.
Primer goleador: el venezolano Johnny Castellanos (Atlético Zamora), con 13 goles.
Universidad de Los Andes

Campeón

## Tabla final

### Clasificación
|     | Equipo                   | PTS | PJ | PG | PE | PP | GF | GC | DG  |
| --- | ------------------------ | --- | -- | -- | -- | -- | -- | -- | --- |
| 1.  | Universidad de los Andes | 25  | 18 | 9  | 7  | 2  | 22 | 12 | 10  |
| 2.  | Portuguesa F.C.          | 24  | 18 | 7  | 10 | 1  | 27 | 14 | 13  |
| 3.  | Deportivo Italia         | 24  | 18 | 8  | 8  | 2  | 26 | 14 | 12  |
| 4.  | Deportivo Lara           | 21  | 18 | 8  | 5  | 5  | 16 | 14 | 2   |
| 5.  | Atlético Zamora          | 20  | 18 | 6  | 8  | 4  | 28 | 20 | 8   |
| 6.  | Atlético San Cristóbal   | 16  | 17 | 5  | 6  | 6  | 19 | 15 | 4   |
| 7.  | Deportivo Táchira        | 15  | 18 | 4  | 7  | 7  | 22 | 25 | -3  |
| 8.  | Estudiantes de Mérida    | 14  | 17 | 3  | 8  | 6  | 14 | 21 | -7  |
| 9.  | Petroleros del Zulia     | 13  | 18 | 4  | 5  | 9  | 10 | 25 | -15 |
| 10. | Mineros de Guayana       | 6   | 18 | 1  | 4  | 13 | 15 | 39 | -24 |

|  | Campeón, clasificado para la Copa Libertadores 1984.    |
|  | Subcampeón, clasificado para la Copa Libertadores 1984. |